# 指令法
指令法（しれいほう、英語: injunctive）は、インド・ヨーロッパ語の法のひとつ。主にインド・イラン語派の古代語にあらわれる。

## 概要
指令法は語幹に第二次語尾を加えることによってあらわされる。インド・イラン語派において、直説法の（不完了）過去やアオリストは加音(a-)と第二次語尾を使用するので、形態の上で指令法は直説法過去や直説法アオリストから加音を抜いたものに等しい。
インド・ヨーロッパ語において、第一次語尾は起源的には第二次語尾に現在を表す -i を加えたものであり、加音は過去を表す副詞的助辞であった。そのどちらも存在しない指令法は、インド・ヨーロッパ語の動詞が時制と不可分に関連づけられる以前の形を保っていると考えられる。後に出現した直説法現在との対立上、指令法は「より直説法的でない」、「より現在的でない」事柄を表すのに用いられるようになった。したがって、指令法の意味は多様であり、場合によっては一般的事実を、場合によっては過去を、場合によっては希求法や接続法に近い意味を表す。

## インド語派
ヴェーダ語の古層（主にリグ・ヴェーダ）には指令法が広く使われる。
例: Indrasya nu vīryāṇi pra vocam （いま、インドラの英雄的諸行為をわたしは告げよう）
より時代の新しい文献では、否定辞 mā とともに禁止を表す固定的な表現に用途が限られる。

## イラン語派
アヴェスター語の古層では、指令法現在は瞬間動詞とともに用いられて、行為がくりかえし行われることを指す。指令法アオリストは行為が一度だけ行われることを指す。従属節中の指令法アオリストは、主節より前に行われた行為を表す。否定命令（禁止）には命令法ではなく指令法を用いる。
新アヴェスター語では、加音がほとんど使われなくなったため、直接法過去と指令法現在の区別がつかなくなった。指令法現在の形は通常は過去を意味する。ほかに mā とともに禁止を表す用法が残存している。
古代ペルシア語では、mā とともに禁止を表すときにのみ用いられる。
中期イラン諸語のうち、ソグド語・ホラズム語およびコータン語には指令法の痕跡が残存している。

## それ以外の言語
アルメニア語には否定辞 mi とともに禁止を表す指令法が存在する（二人称のみ）。
ケルト語派・イタリック語派にも禁止を表す指令法の痕跡が見えるという。